# Dalgeh
Dalgeh (persisch: دلگه, auch romanisiert als Delgeh) ist ein Dorf im ländlichen Bezirk Bahmanshir-e Jonubi im Zentralbezirk des Kreises Abadan in der Provinz Chuzestan im Iran. Bei der Volkszählung von 2006 hatte es 270 Einwohner, darunter 45 Familien.